# Trophée Éric Bompard de 2008
Trophée Éric Bompard de 2008 foi a vigésima segunda edição do Trophée Éric Bompard, um evento anual de patinação artística no gelo organizado pela Federação Francesa de Esportes no Gelo (em francês:  Federation Française des Sports de Glace), e que fez parte do Grand Prix de 2008–09. A competição foi disputada entre os dias 13 de novembro e 18 de novembro, na cidade de Paris, França.

## Eventos
- Individual masculino
- Individual feminino
- Duplas
- Dança no gelo

## Medalhistas
| Evento                        | Ouro                                             | Prata                                     | Bronze                                 |
| Individual masculino detalhes | Patrick Chan · Canadá                            | Takahiko Kozuka · Japão                   | Alban Préaubert · França               |
| Individual feminino detalhes  | Joannie Rochette · Canadá                        | Mao Asada · Japão                         | Caroline Zhang · Estados Unidos        |
| Duplas detalhes               | Aliona Savchenko · Robin Szolkowy · Alemanha     | Maria Mukhortova · Maxim Trankov · Rússia | Meagan Duhamel · Craig Buntin · Canadá |
| Dança no gelo detalhes        | Isabelle Delobel · Olivier Schoenfelder · França | Federica Faiella · Massimo Scali · Itália | Sinead Kerr · John Kerr · Reino Unido  |

## Resultados

### Individual masculino

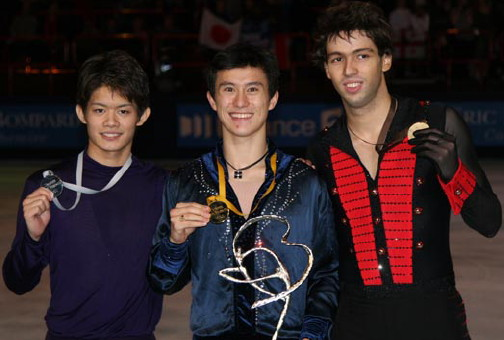
Pódio da competição masculina.

| Pos.              | Nome            | Nacionalidade  | Pontos | PC         | PL          |
| ----------------- | --------------- | -------------- | ------ | ---------- | ----------- |
| Medalha de ouro   | Patrick Chan    | Canadá         | 238.09 | 81.39 (1)  | 156.70 (1)  |
| Medalha de prata  | Takahiko Kozuka | Japão          | 230.78 | 77.00 (2)  | 153.78 (2)  |
| Medalha de bronze | Alban Préaubert | França         | 222.44 | 73.24 (4)  | 149.20 (3)  |
| 4                 | Brian Joubert   | França         | 221.13 | 73.75 (3)  | 147.38 (4)  |
| 5                 | Brandon Mroz    | Estados Unidos | 189.46 | 65.44 (6)  | 124.02 (5)  |
| 6                 | Peter Liebers   | Alemanha       | 176.88 | 61.59 (8)  | 115.29 (6)  |
| 7                 | Ryan Bradley    | Estados Unidos | 175.62 | 69.35 (5)  | 106.27 (10) |
| 8                 | Wu Jialiang     | China          | 169.36 | 62.74 (7)  | 106.62 (9)  |
| 9                 | Gregor Urbas    | Eslovênia      | 167.87 | 55.01 (11) | 112.86 (7)  |
| 10                | Igor Macypura   | Eslováquia     | 165.20 | 61.58 (9)  | 103.62 (11) |
| 11                | Andrei Lutai    | Rússia         | 160.10 | 53.33 (12) | 106.77 (8)  |
| 12                | Yoann Deslot    | França         | 156.68 | 55.65 (10) | 101.03 (12) |

### Individual feminino

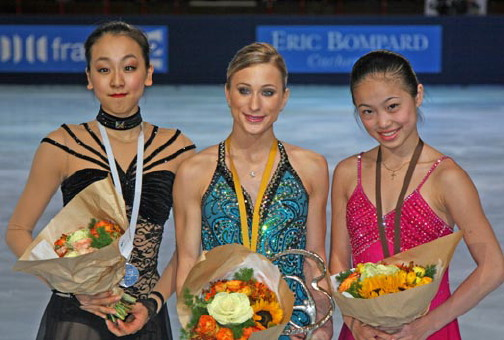
Pódio da competição feminina.

| Pos.              | Nome                    | Nacionalidade  | Pontos | PC         | PL         |
| ----------------- | ----------------------- | -------------- | ------ | ---------- | ---------- |
| Medalha de ouro   | Joannie Rochette        | Canadá         | 180.73 | 59.54 (1)  | 121.19 (1) |
| Medalha de prata  | Mao Asada               | Japão          | 167.59 | 58.12 (2)  | 109.47 (2) |
| Medalha de bronze | Caroline Zhang          | Estados Unidos | 156.54 | 51.76 (3)  | 104.78 (3) |
| 4                 | Candice Didier          | França         | 135.25 | 47.96 (5)  | 87.29 (4)  |
| 5                 | Beatrisa Liang          | Estados Unidos | 134.29 | 49.60 (4)  | 84.69 (5)  |
| 6                 | Xu Binshu               | China          | 123.83 | 40.68 (10) | 83.15 (6)  |
| 7                 | Elene Gedevanishvili    | Geórgia        | 121.78 | 41.48 (9)  | 80.30 (7)  |
| 8                 | Anastasia Gimazetdinova | Uzbequistão    | 116.99 | 45.44 (7)  | 71.55 (8)  |
| 9                 | Emily Hughes            | Estados Unidos | 115.48 | 44.32 (8)  | 71.16 (9)  |
| 10                | Gwendoline Didier       | França         | 111.18 | 47.58 (6)  | 63.60 (10) |

### Duplas

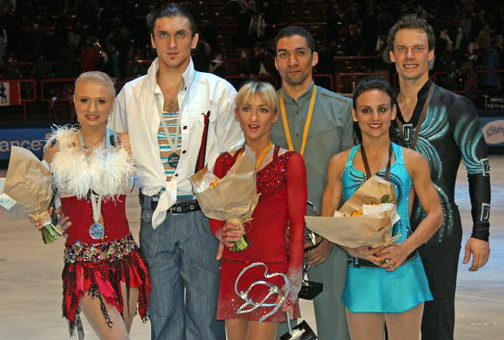
Pódio da competição de duplas mistas.

| Pos.              | Nome                                | Nacionalidade  | Pontos | PC        | PL         |
| ----------------- | ----------------------------------- | -------------- | ------ | --------- | ---------- |
| Medalha de ouro   | Aliona Savchenko / Robin Szolkowy   | Alemanha       | 188.50 | 68.18 (1) | 120.32 (1) |
| Medalha de prata  | Maria Mukhortova / Maxim Trankov    | Rússia         | 170.87 | 64.84 (2) | 106.03 (3) |
| Medalha de bronze | Meagan Duhamel / Craig Buntin       | Canadá         | 166.63 | 58.66 (3) | 107.97 (2) |
| 4                 | Dong Huibo / Wu Yiming              | China          | 140.58 | 51.12 (4) | 89.46 (5)  |
| 5                 | Tiffany Vise / Derek Trent          | Estados Unidos | 140.00 | 46.48 (6) | 93.52 (4)  |
| 6                 | Adeline Canac / Maximin Coia        | França         | 135.64 | 47.54 (5) | 88.10 (6)  |
| 7                 | Vanessa James / Yannick Bonheur     | França         | 121.15 | 44.34 (7) | 76.81 (8)  |
| 8                 | Mélodie Chataigner / Medhi Bouzzine | França         | 120.06 | 41.78 (8) | 78.28 (7)  |

### Dança no gelo

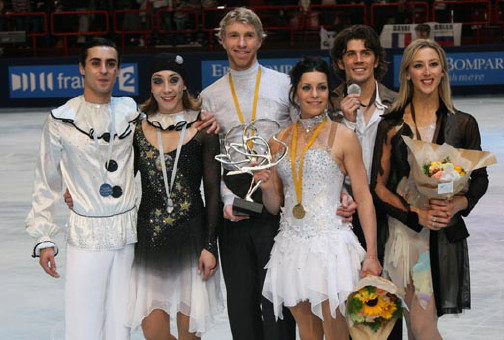
Pódio da competição de dança no gelo.

| Pos.              | Nome                                    | Nacionalidade  | Pontos | DC         | DO         | DL         |
| ----------------- | --------------------------------------- | -------------- | ------ | ---------- | ---------- | ---------- |
| Medalha de ouro   | Isabelle Delobel / Olivier Schoenfelder | França         | 184.81 | 37.98 (1)  | 55.23 (3)  | 91.60 (1)  |
| Medalha de prata  | Federica Faiella / Massimo Scali        | Itália         | 179.58 | 34.46 (2)  | 55.79 (1)  | 89.33 (2)  |
| Medalha de bronze | Sinead Kerr / John Kerr                 | Reino Unido    | 176.96 | 32.32 (3)  | 55.52 (2)  | 89.12 (3)  |
| 4                 | Vanessa Crone / Paul Poirier            | Canadá         | 171.49 | 31.75 (5)  | 52.71 (4)  | 87.03 (4)  |
| 5                 | Pernelle Carron / Mathieu Jost          | França         | 166.84 | 31.77 (4)  | 52.22 (5)  | 82.85 (5)  |
| 6                 | Kristin Fraser / Igor Lukanin           | Azerbaijão     | 158.53 | 30.05 (6)  | 49.94 (6)  | 78.54 (7)  |
| 7                 | Ekaterina Rubleva / Ivan Shefer         | Rússia         | 156.84 | 28.44 (7)  | 48.40 (7)  | 80.00 (6)  |
| 8                 | Jennifer Wester / Daniil Barantsev      | Estados Unidos | 142.95 | 28.02 (8)  | 45.78 (8)  | 69.15 (8)  |
| 9                 | Zoé Blanc / Pierre-Loup Bouquet         | França         | 134.46 | 25.19 (9)  | 43.02 (9)  | 66.25 (9)  |
| 10                | Joanna Budner / Jan Moscicki            | Polônia        | 124.80 | 24.73 (10) | 37.09 (10) | 62.98 (10) |

## Quadro de medalhas
| Ordem | País           | Medalha de ouro | Medalha de prata | Medalha de bronze |    | Ordem por total |
| ----- | -------------- | --------------- | ---------------- | ----------------- | -- | --------------- |
| 1     | Canadá         | 2               |                  | 1                 | 3  | 1               |
| 2     | França         | 1               |                  | 1                 | 2  | 2               |
| 3     | Alemanha       | 1               |                  |                   | 1  | 4               |
| 4     | Japão          |                 | 2                |                   | 2  | 2               |
| 5     | Itália         |                 | 1                |                   | 1  | 4               |
| 5     | Rússia         |                 | 1                |                   | 1  | 4               |
| 7     | Estados Unidos |                 |                  | 1                 | 1  | 4               |
| 7     | Reino Unido    |                 |                  | 1                 | 1  | 4               |
| TOTAL | TOTAL          | 4               | 4                | 4                 | 12 | —               |